# پکا لهتینن
پکا لهتینن (به انگلیسی: Pekka T. Lehtinen) (متولد ۵ آوریل ۱۹۳۴) جانورشناس فنلاندی و متخصص عنکبوت‌شناسی است.

## زندگی اولیه و تحصیلات
لهتینن دوران تحصیل دبیرستان خود را در سال ۱۹۵۲ در تورکو به پایان رسانید. پس از ورود به دانشگاه تورکو پس از ۲ سال و نیم مدرک فوق لیسانس خود را دریافت نمود. پس از سال‌ها مظالعه برای رسالهٔ دکترایش، در ۱۹۶۷ کاری بنیادی در زمینهٔ طبقه بندی عنکبوتهای کریبلات و فرگشت عنکبوت‌های آرانئومورف منتشر نمود. یک سال بعد، در سال ۱۹۶۸ وی به عنوان مسئول موزهٔ جانورشناسی دانشگاه تورکو برگزیده شد و تا بازنشستگی اش در سال ۱۹۹۹ به این سمت باقی ماند.

## فعالیت های علمی
فعالیت علمی لهتینن در ابتدا مربوط به نرم تنان می شد چرا که رسالهٔ فوق لیسانس وی در این باره بود. وی اولین نمونه‌های عنکبوتیانش را در ۱۹۵۷ جمع آوری کرد و در ۱۹۶۲ اولین مقاله اش در مورد جغرافیای زیستی عنکبوت‌ها را منتشر نمود و در همین زمان بود که موضوع پایان‌نامهٔ دکترایش را به آرایه شناسی عنکبوت‌ها تغییر داد. بعد از مشغول به کار شدن در دانشگاه تورکو، وی سفرهای تحقیقاتی متعددی را در سراسر جهان انجام داد و با موزه‌های جانورشناسی متعددی همکاری داشت. همچنین، وی در تمامی کنگره‌های بین‌المللی عنکبوتیان‌شناسی حضور داشته‌است و سمت رئیس مسئول کنگرهٔ بین اللملی سال ۱۹۸۹ را نیز بر عهده داشت. از سال ۲۰۰۱، وی عضو افتخاری انجمن بین‌المللی عنکبوتیان‌شناسی است. از موارد مهم تر، می‌توان به عضویت لهتینن در سازمان تعیین قوانین جهانی نام‌گذاری برای جانوران در سال‌های ۱۹۸۰ تا ۲۰۰۰ اشاره کرد. وی جزو نخستین عنکبوتیان شناسانی بود که از میکروسکوپ الکترونی برای تحقیقاتش استفاده کرد. لهتینن تا کنون ۴ خانواده (۲ خانواده عنکبوت)، ۹ زیر خانواده و بیش از ۸۰ جنس و ۹۰ گونه عنکبوت از سراسر جهان معرفی کرده‌است.

## خانواده های معرفی شده توسط لهتینن
- Megadictynidae Lehtinen ، ۱۹۶۷
- Phyxelididae Lehtinen ، ۱۹۶۷
- Titanoecidae Lehtinen ، ۱۹۶۷
- Neothyridae Lehtinen ، ۱۹۸۱

## زیر خانواده های معرفی شده توسط لهتینن
- Altellopsinae Lehtinen ، ۱۹۶۷
- Cybaeolinae Lehtinen ، ۱۹۶۷
- Eutichurinae Lehtinen ، ۱۹۶۷
- Litisedinae Lehtinen ، ۱۹۶۷
- Machadoniinae Lehtinen ، ۱۹۶۷
- Metaltellinae Lehtinen ، ۱۹۶۷
- Phyxelidinae Lehtinen ، ۱۹۶۷
- Tricholathysinae Lehtinen ، ۱۹۶۷
- Uliodoninae Lehtinen ، ۱۹۶۷